# Petteria ramentacea
Petteria ramentacea là một loài thực vật có hoa trong họ Đậu. Loài này được (Sieber) C.Presl miêu tả khoa học đầu tiên.

## Hình ảnh

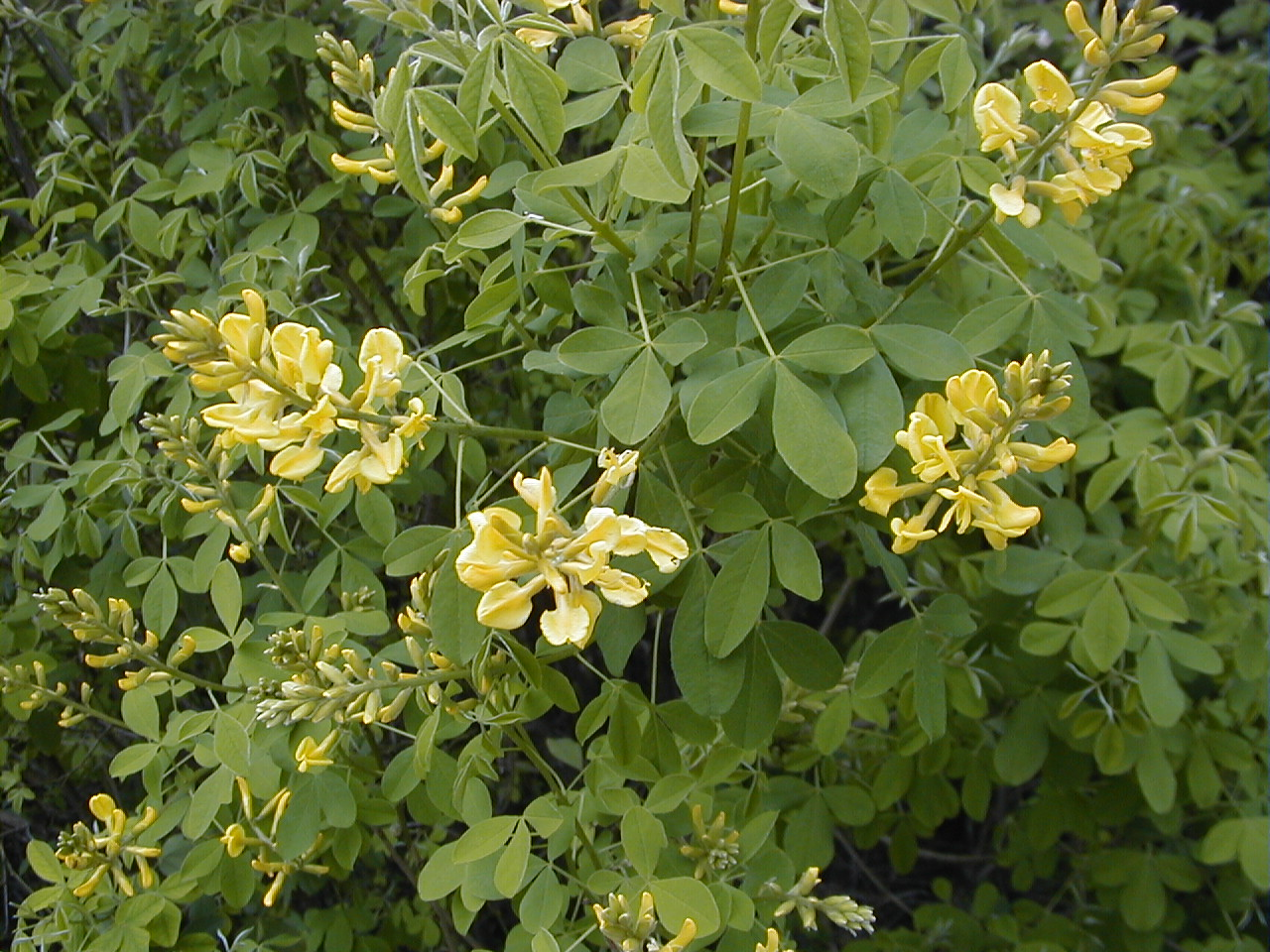
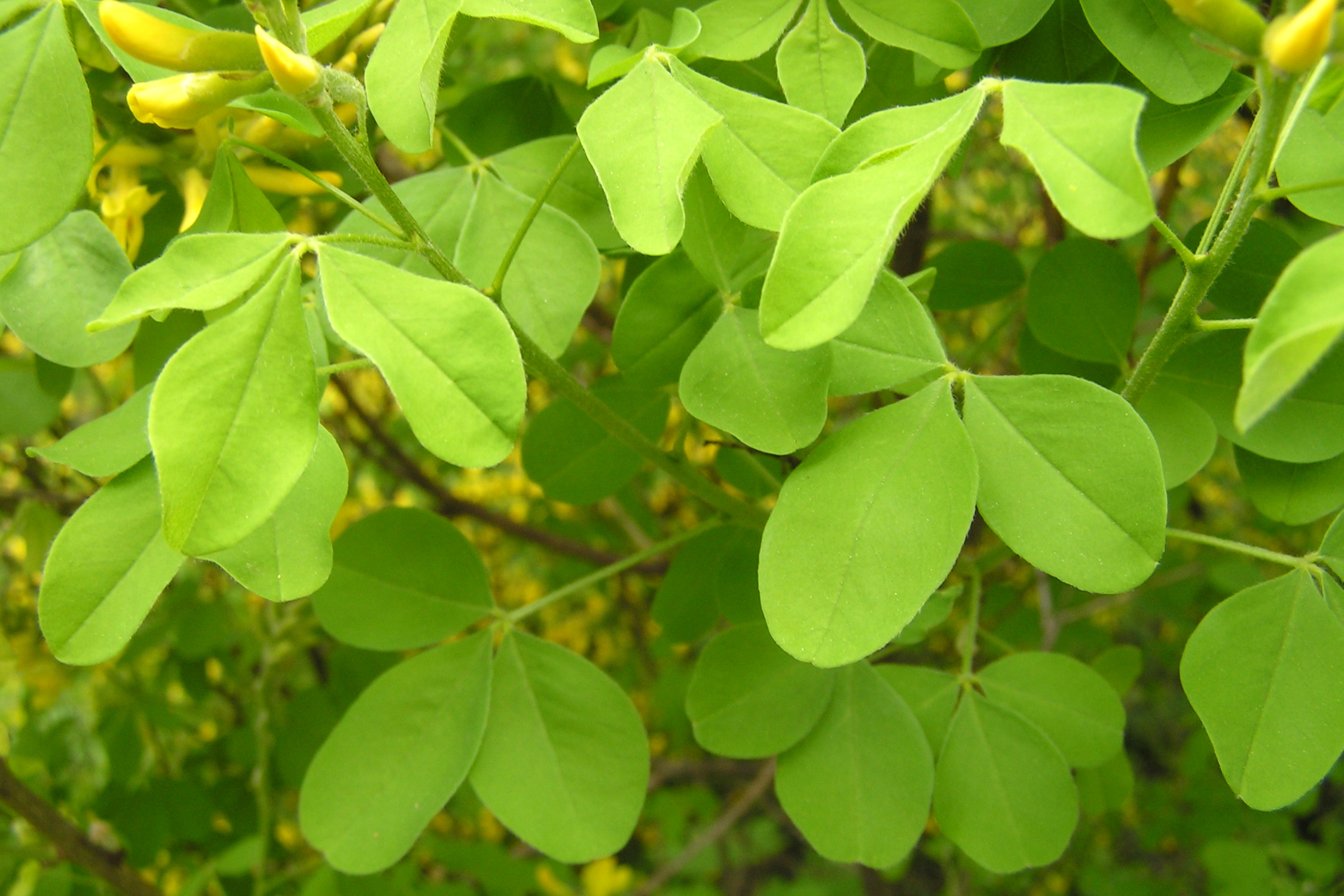
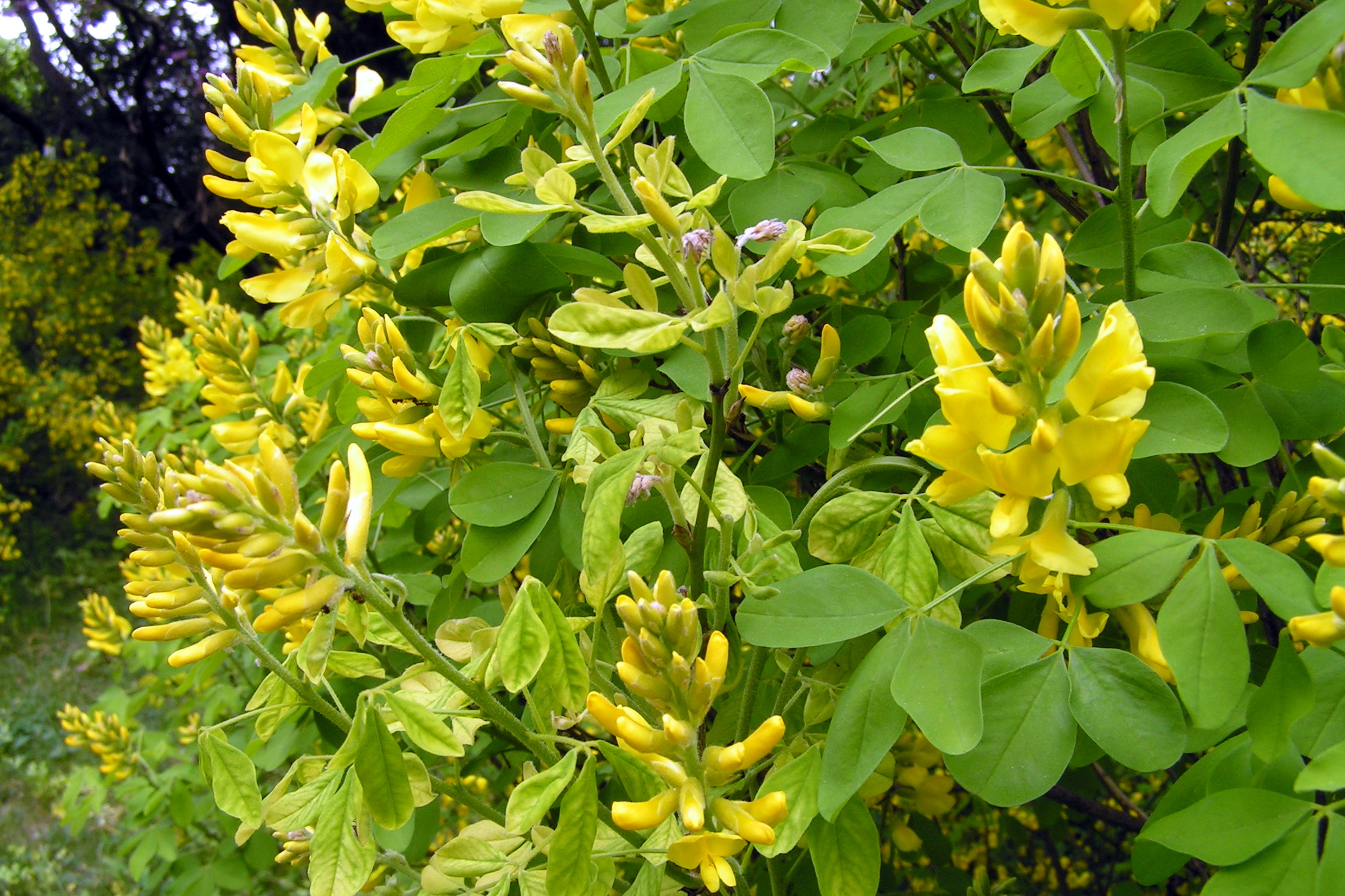
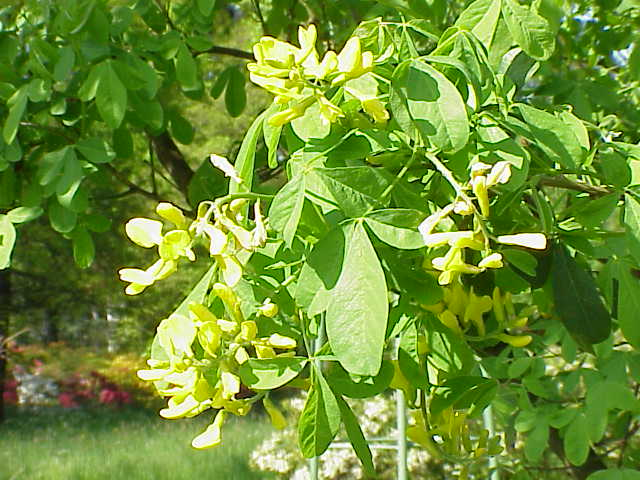